# シン・ヨンス
シン・ヨンス（신용수、Shin Yong Soo、1988年 - ）は、韓国の作曲家・作詞家であり、ボーカルトレーナー。

## 主な作品
作曲
- IZ*ONE「With One」
- ｶﾝ･ﾀﾞﾆｴﾙ「something」

作詞
- GOT7「WAITING FOR YOU」